# Devarahalli Kaval, Kadur
Devarahalli Kaval là một làng thuộc tehsil Kadur, huyện Chikmagalur, bang Karnataka, Ấn Độ.